# Minisinakwa Lake
Minisinakwa Lake är en sjö i Kanada.   Den ligger i distriktet Sudbury och provinsen Ontario, i den sydöstra delen av landet, 500 km nordväst om huvudstaden Ottawa. Minisinakwa Lake ligger 346 meter över havet. Arean är 17,3 kvadratkilometer. Den sträcker sig 16,2 kilometer i nord-sydlig riktning, och 9,8 kilometer i öst-västlig riktning.
I omgivningarna runt Minisinakwa Lake växer i huvudsak blandskog. Trakten runt Minisinakwa Lake är nära nog obefolkad, med mindre än två invånare per kvadratkilometer.